# 127 Tauri
127 Tauri är en blåvit stjärna i Oxens stjärnbild.
127 Tau har visuell magnitud +6,65 och befinner sig på ett avstånd av ungefär 360 ljusår.